# Congreso de Mujeres Aliadas al Servicio de la Guerra
El Congreso de Mujeres Aliadas al Servicio de la Guerra (Congrès des Femmes alliées au service des œuvres de guerre) fue una reunión de mujeres al servicio de la guerra. Se celebró en el Teatro de los Campos Elíseos de París, Francia, el 22 de agosto de 1918. Estuvieron presentes dos mil mujeres aliadas que habían servicio en la guerra. El Lyceum Club, en la calle de Penthièvre, sucursal del Lyceum de Londres, fue la sede del Congreso, y el ambiente sugería que podría formarse un Club Interaliado para las Aliadas.
Estas mujeres de las naciones aliadas, francesas, británicas, estadounidenses, italianas, belgas y serbias, estaban pensando en el futuro. Según su programa, se reunieron "para aprovechar la incomparable oportunidad de interpretarse mutuamente las mujeres de las naciones en cuyas manos recaerá cada vez más la influencia formativa en la construcción del nuevo mundo. Se cree que tales fuerzas, correctamente estimuladas y dirigidas, acortarán la guerra".

## Asistentes
El Congreso debía ser presidido por Georges Clemenceau, Primer Ministro de Francia, y dirigido por David Lloyd George, Primer Ministro del Reino Unido; pero, debido a la guerra, finalmente fue presidido por Lord Derby, Embajador británico en Francia, y dirigido por Stephen Pichon, Ministro de Asuntos Exteriores francés.

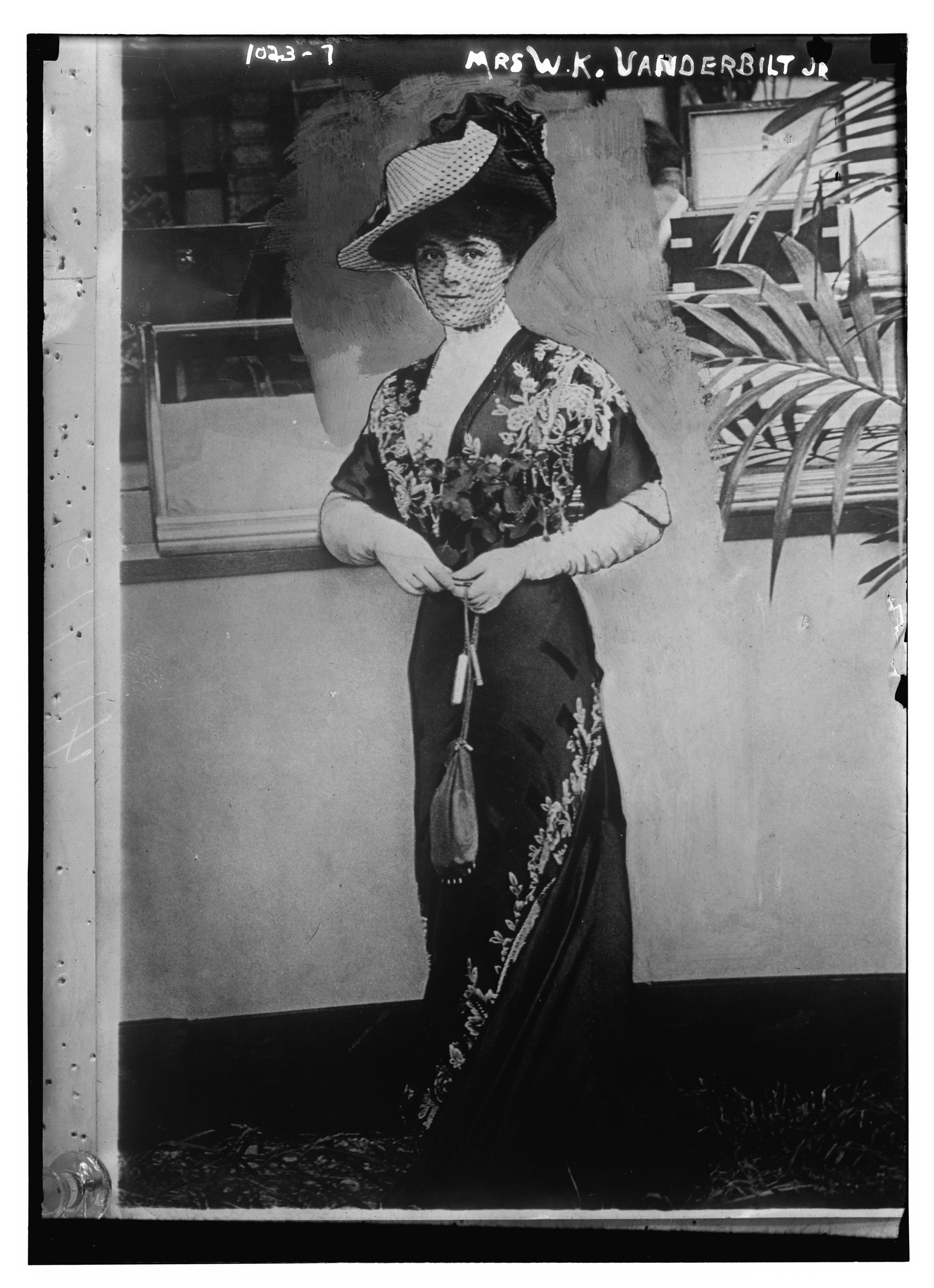
Virginia Vanderbilt, presidenta del Comité Ejecutivo

El comité ejecutivo estuvo presidido por Virginia Vanderbilt y estuvo compuesto por 26 miembros. El comité estaba formado por mujeres de los tres países aliados más grandes, como Julie Siegfried, Avril de Sainte-Croix, la señora Édouard de Billy, la condesa d'Haussonville, Aline Poincaré Boutroux, la marquesa de Hartington, la señora Ethel Knight, la condesa Helene Goblet d'Alviella, Mildred Barnes Bliss, Edith Wharton, Isabel Stevens Lathrop y Edith Roosevelt. Irene Headley Armes, Mary Dingman y Mary George White formaban parte de la YWCA estadounidense.
La conferencia contó con 102 sociedades diferentes de mujeres al servicio de la guerra. Había mujeres representando oficialmente a las naciones en guerra: británicas, francesas y estadounidenses, así como belgas, italianas, rumanas, polacas, serbias y montenegrinas. Rusia fue representada como las mujeres del mundo, sin excluir a sus contrapartes rusas de la asociación de las libres. También había mujeres de las Repúblicas de América del Sur, Asia y África. Según el Paris Herald, las trabajadoras de guerra de la YWCA estadounidense, la Cruz Roja estadounidense, la YMCA y el Fondo Francés Estadounidense para Heridos, eran unas tres cuartas partes de la asamblea.
Edith Balfour Lyttelton, en representación del Ejército Terrestre de Mujeres, Dame Katherine Furze del WREN, Katharine Stewart-Murray, Duquesa de Atholl de la Cruz Roja Británica, y Ray Strachey del movimiento laboral de mujeres británico formaron parte de la delegación británica. El Triángulo Azul Británico estuvo representado por Alexandrina McArthur “Rena” Carswell Datta (1886–1978), la marquesa de Hartington y la señorita Ethel Knight.
Las 75 secretarias de la YWCA estadounidense, con sus uniformes azul grisáceos, estuvieron presentes para representar a las mujeres de los Estados Unidos que las enviaron a Francia. Estuvieron presentes delegadas de un centenar de organizaciones más. Janet Wallace Emrich, de Berkeley, California, habló del espíritu de cooperación demostrado por todas las mujeres que trabajaban en la guerra en el Congreso, y de la gratitud que las francesas en particular sentían hacia las mujeres de los EE. UU.

## Actividades

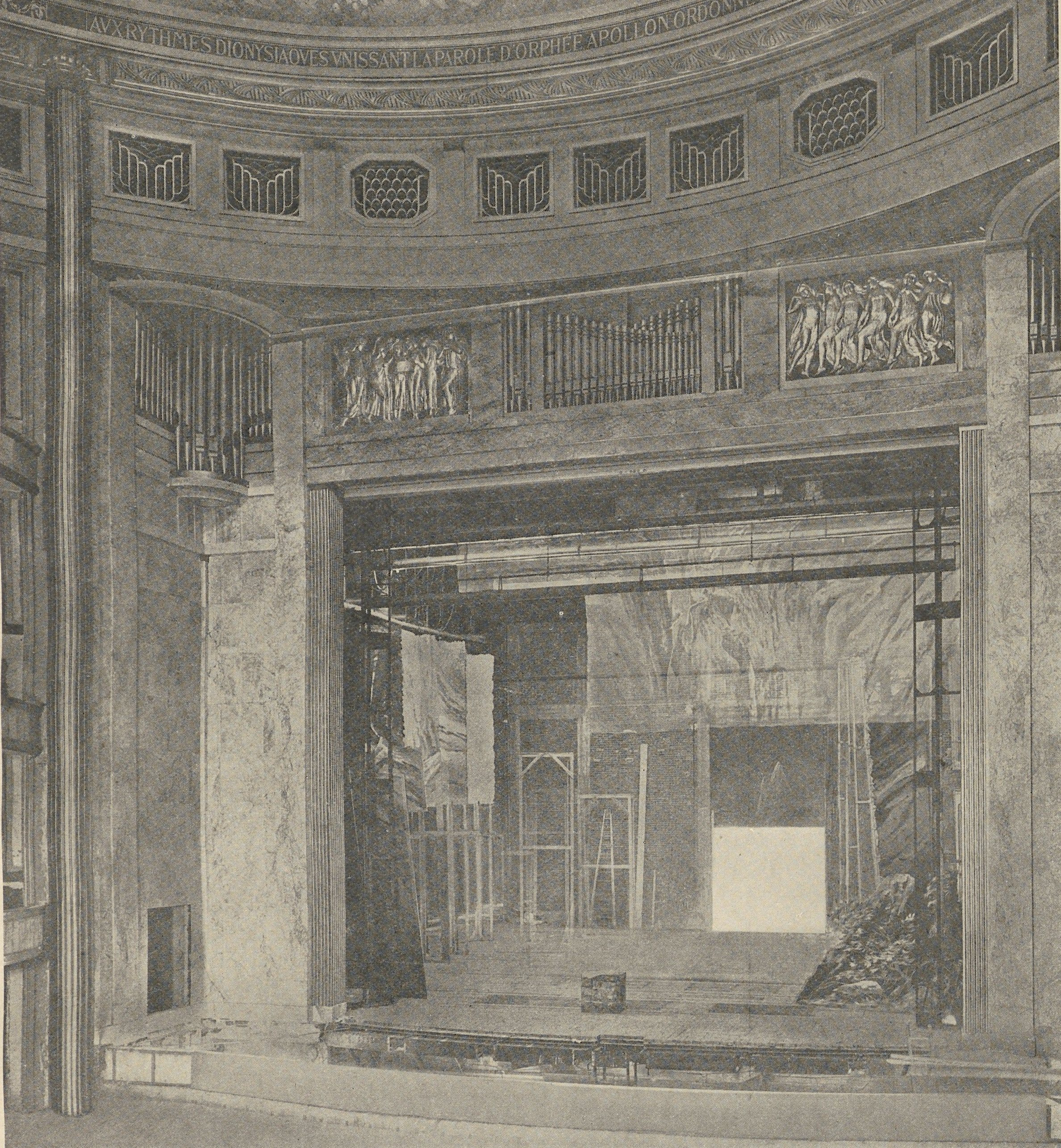
Teatro de los Campos Elíseos, 1914

El 21 de agosto de 1918 se celebró una elaborada ceremonia en el Teatro de los Campos Elíseos.
El 22 de agosto, mientras Lord Derby, que presidía la sesión, leía la lista de organizaciones, todas las delegaciones se levantaron en masa. Las dos mil mujeres, encabezadas por una banda de regimiento de color estadounidense, se levantaron y cantaron, en francés e inglés, "El himno de batalla de la República". En la conferencia se revisó el programa de guerra de las mujeres francesas. Una mujer francesa, que deseaba que su país y su gobierno fueran más sabios, dijo al comité ejecutivo: "Si pueden lograr que el Gobierno francés respalde este movimiento, habrán logrado la liberación de las mujeres de Francia; comenzará una nueva era para ellas". Émile Boutroux, uno de los principales feministas de Francia, habló sobre la necesidad de alinear a las mujeres francesas con las mujeres del resto del mundo. Las mujeres francesas se dieron cuenta ese día, quizás por primera vez, del poder de las mujeres. Lyttelton afirmó que las mujeres podían haber hecho mucho, pero se proponían hacer mucho más. Leyó un mensaje del presidente Woodrow Wilson y luego esbozó el gran propósito de las mujeres al servicio de la guerra: generar una mayor simpatía y una unión cada vez más fuerte entre todas las mujeres aliadas.
Durante el congreso también se celebró una cena en el Hotel Quai d'Orsay, a la que asistieron unas quinientas mujeres aliadas. Al concluir el Congreso, las dos mil mujeres se dispersaron por París.

## Legado
El comité ejecutivo del Congreso de Mujeres Aliadas al Servicio de Guerra acordó que se enviara el siguiente mensaje a las mujeres de las naciones aliadas. El mensaje fue firmado, en nombre del comité ejecutivo, por Carswell.
Las mujeres que prestan servicio en la guerra en Francia saludan a sus compañeras de trabajo en los países aliados. Nuestro propósito más elevado debe ser:
- Mantenernos unidas detrás de los ejércitos.
- Prestar cualquier servicio que libere a un hombre para luchar contra el enemigo.
- Para rellenar cualquier hueco.
- Formar un muro de esfuerzo tan sólido como el de nuestros soldados.
- Para fortalecerlos mientras ellos nos protegen, y así acelerar la victoria y una paz duradera.

A las mujeres que esperan, les enviamos un saludo especial de respeto. El coraje con que soportan el peso de su ansiedad y la monotonía de quedarse de brazos cruzados nos guía en nuestro camino. ¡Adelante, mujeres que prestan servicio en la guerra en nuestro país y en el extranjero, todas juntas; adelante!

## Archivo
Las reuniones de planificación tuvieron lugar el 3 y 7 de agosto de 1918. Las actas de dichas reuniones del comité ejecutivo se conservan en los Archivos Bliss, Archivos de la Universidad de Harvard.